# لنگلی (اکلاهما)
لنگلی(به انگلیسی: Langley) شهری در ایالت اکلاهما کشور ایالات متحده آمریکا است که جمعیت آن در سرشماری سال ۲۰۱۰ میلادی، ۸۱۹ نفر بوده‌است.